# Sherbornina
Sherbornina es un género de foraminífero bentónico de la familia Chapmaninidae, de la superfamilia Rotalioidea, del suborden Rotaliina y del orden Rotaliida. Su especie tipo es Sherbornina atkinsoni. Su rango cronoestratigráfico abarca desde el Thanetiense (Paleoceno superior) hasta el Mioceno medio.

## Clasificación
Sherbornina incluye a las siguientes especies:
- Sherbornina atkinsoni †
- Sherbornina carteri †
- Sherbornina costellata †
- Sherbornina crassata †
- Sherbornina cuneimarginata †
  - Sherbornina cuneimarginata zealandica †
- Sherbornina glabra †